# Мерівілл (Міссурі)
Мерівілл (англ. Maryville) — місто (англ. city) в США, в окрузі Нодавей штату Міссурі. Населення — 10 633 особи (2020).

## Географія
Мерівілл розташований за координатами 40°20′36″ пн. ш. 94°52′12″ зх. д. / 40.34333° пн. ш. 94.87000° зх. д. (40.343400, -94.870028). За даними Бюро перепису населення США в 2010 році місто мало площу 15,02 км², з яких 14,94 км² — суходіл та 0,08 км² — водойми. В 2017 році площа становила 15,84 км², з яких 15,76 км² — суходіл та 0,08 км² — водойми.

### Клімат
| Клімат : Мерівілл       | Клімат : Мерівілл | Клімат : Мерівілл | Клімат : Мерівілл | Клімат : Мерівілл | Клімат : Мерівілл | Клімат : Мерівілл | Клімат : Мерівілл | Клімат : Мерівілл | Клімат : Мерівілл | Клімат : Мерівілл | Клімат : Мерівілл | Клімат : Мерівілл | Клімат : Мерівілл |
| Показник                | Січ.              | Лют.              | Бер.              | Квіт.             | Трав.             | Черв.             | Лип.              | Серп.             | Вер.              | Жовт.             | Лист.             | Груд.             | Рік               |
| Абсолютний максимум, °C | 23,9              | 26,7              | 33,3              | 35,6              | 43,3              | 40,6              | 44,4              | 45,0              | 41,7              | 37,2              | 27,8              | 21,7              | 45,0              |
| Середній максимум, °C   | 1,1               | 3,3               | 10,0              | 17,2              | 23,3              | 28,3              | 31,7              | 30,6              | 26,1              | 19,4              | 10,6              | 2,8               | 17,2              |
| Середня температура, °C | −4,4              | −2,8              | 3,3               | 10,6              | 16,7              | 21,7              | 25,0              | 23,9              | 19,4              | 12,8              | 4,4               | −2,2              | 10,6              |
| Середній мінімум, °C    | −10               | −8,3              | −2,8              | 4,4               | 10,6              | 15,6              | 18,3              | 17,2              | 12,8              | 6,1               | −1,7              | −7,2              | 4,4               |
| Абсолютний мінімум, °C  | −33,3             | −33,3             | −32,2             | −14,4             | −3,9              | 3,3               | 8,3               | 3,9               | −2,2              | −16,7             | −20,6             | −29,4             | −33,3             |
| Норма опадів, мм        | 28                | 33                | 51                | 81                | 127               | 140               | 107               | 109               | 104               | 66                | 46                | 28                | 914               |
| ----------------------- | ----------------- | ----------------- | ----------------- | ----------------- | ----------------- | ----------------- | ----------------- | ----------------- | ----------------- | ----------------- | ----------------- | ----------------- | ----------------- |
| Джерело:                |                   |                   |                   |                   |                   |                   |                   |                   |                   |                   |                   |                   |                   |

## Демографія
Згідно з переписом 2010 року, у місті мешкали 11 972 особи в 4217 домогосподарствах у складі 1865 родин. Густота населення становила 797 осіб/км². Було 4543 помешкання (302/км²).
Расовий склад населення:
| - 92,3 % — білих - 3,1 % — чорних або афроамериканців - 2,7 % — азіатів - 0,2 % — корінних американців |

До двох чи більше рас належало 1,2 %. Частка іспаномовних становила 1,6 % від усіх жителів.
За віковим діапазоном населення розподілялося таким чином: 13,8 % — особи молодші 18 років, 74,8 % — особи у віці 18—64 років, 11,4 % — особи у віці 65 років та старші. Медіана віку мешканця становила 22,7 року. На 100 осіб жіночої статі у місті припадало 92,1 чоловіків; на 100 жінок у віці від 18 років та старших — 90,1 чоловіків також старших 18 років.
Середній дохід на одне домашнє господарство становив 37 865 доларів США (медіана — 26 889), а середній дохід на одну сім'ю — 52 055 доларів (медіана — 44 562). Медіана доходів становила 33 611 долар для чоловіків та 22 899 доларів для жінок. За межею бідності перебувало 38,1 % осіб, у тому числі 35,9 % дітей у віці до 18 років та 17,4 % осіб у віці 65 років та старших.
Цивільне працевлаштоване населення становило 6003 особи. Основні галузі зайнятості: освіта, охорона здоров'я та соціальна допомога — 25,5 %, мистецтво, розваги та відпочинок — 21,8 %, роздрібна торгівля — 13,3 %, виробництво — 13,1 %.